# Рибуис
Рибуи́с (фр. Ribouisse) — коммуна во Франции, находится в регионе Лангедок — Руссильон. Департамент коммуны — Од. Входит в состав кантона Фанжо. Округ коммуны — Каркасон.
Код INSEE коммуны — 11312.

## Население
Население коммуны на 2008 год составляло 103 человека.
| 1962 | 1968 | 1975 | 1982 | 1990 | 1999 | 2008 |
| ---- | ---- | ---- | ---- | ---- | ---- | ---- |
| 146  | 152  | 122  | 110  | 122  | 103  | 103  |

## Экономика
В 2007 году среди 68 человек в трудоспособном возрасте (15—64 лет) 44 были экономически активными, 24 — неактивными (показатель активности — 64,7 %, в 1999 году было 63,9 %). Из 44 активных работали 37 человек (20 мужчин и 17 женщин), безработных было 7 (2 мужчин и 5 женщин). Среди 24 неактивных 5 человек были учениками или студентами, 12 — пенсионерами, 7 были неактивными по другим причинам.